# سفارة البحرين لدى بلجيكا
سفارة البحرين لدى بلجيكا هي البعثة الدبلوماسية لمملكة البحرين لدى مملكة بلجيكا، وتقع بالعاصمة بروكسل.